# Mùa bão Tây Bắc Thái Bình Dương 1970
Mùa bão Tây Bắc Thái Bình Dương 1970 không có giới hạn chính thức; nó diễn ra trong suốt năm 1970, nhưng hầu hết các xoáy thuận nhiệt đới có xu hướng hình thành trên Tây Bắc Thái Bình Dương trong khoảng giữa tháng 6 và tháng 12. Những thời điểm quy ước phân định khoảng thời gian tập trung hầu hết số lượng xoáy thuận nhiệt đới hình thành mỗi năm ở Tây Bắc Thái Bình Dương.
Phạm vi của bài viết này chỉ giới hạn ở Thái Bình Dương, khu vực nằm ở phía Bắc xích đạo và phía Tây đường đổi ngày quốc tế. Những cơn bão hình thành ở khu vực phía Đông đường đổi ngày quốc tế và phía Bắc xích đạo thuộc về Mùa bão Đông Bắc Thái Bình Dương 1970. Bão nhiệt đới hình thành ở toàn bộ khu vực Tây Bắc Thái Bình Dương sẽ được đặt tên bởi Trung tâm Cảnh báo Bão Liên hợp JTWC . Áp thấp nhiệt đới ở khu vực này sẽ có thêm hậu tố "W" phía sau số thứ tự của chúng. Áp thấp nhiệt đới trở lên hình thành hoặc đi vào khu vực mà Philippines theo dõi cũng sẽ được đặt tên bởi Cục quản lý Thiên văn, Địa vật lý và Khí quyển Philippines PAGASA . Đó là lý do khiến cho nhiều trường hợp, một cơn bão có hai tên gọi khác nhau.

## Các cơn bão

### Bão Nancy (Atang)
Nancy hình thành từ sự tương tác giữa một vùng hội tụ liên tục (ITCZ) đang hoạt động và một khối không khí lạnh gần quần đảo Caroline và xích đạo vào giữa tháng 2. Sự gia tăng đối lưu đã được các vệ tinh thời tiết ghi nhận vào ngày 18 tháng 2 và đến ngày hôm sau, một máy bay trinh sát đã phát hiện một áp thấp yếu ở phía nam quần đảo Caroline. Áp thấp này di chuyển về phía tây, bị đẩy xuống phía nam do ảnh hưởng của một rìa áp cao ở phía bắc, và dần mạnh lên thành một cơn bão nhiệt đới, được đặt tên là Nancy vào đầu ngày 20 tháng 2. Nancy trở thành một cơn bão (siêu bão) vào ngày 22, cách Woleai khoảng 100 dặm (160 km) về phía tây bắc. Vào ngày 23 tháng 2, Nancy đi qua phía bắc đảo Yap, nơi có gió giật mạnh xảy ra. Nhờ tiếp tục gặp điều kiện thuận lợi hơn, Nancy đạt cường độ cực đại với sức gió 140 mph (220 km/h) và áp suất 952 hPa (28.1 inHg) vào ngày 24 tháng 2. Đây tương đương với một cơn bão cấp 4 theo thang bão Saffir-Simpson. Việc xuất hiện một cơn bão mạnh như vậy vào tháng 2 là điều hiếm gặp; theo Trung tâm Cảnh báo Bão Liên hợp (JTWC), chỉ có cơn bão Irma trong mùa bão năm 1953 từng đạt cường độ tương đương vào thời điểm đó. Khi Nancy tiến gần đến quần đảo Philippines, cơn bão đã di chuyển đến rìa phía tây của rìa áp cao từng giữ nó ở phía nam, cho phép nó chuyển hướng nhiều hơn về phía bắc. Vào ngày 25 tháng 2, Nancy đi qua phía đông ngoài khơi các đảo cực đông của Philippines. Trên đảo Catanduanes, rìa mắt bão đã quét qua bờ biển phía đông. Một trạm định vị LORAN của Tuần duyên Hoa Kỳ trên đảo Catanduanes đã ghi nhận gió rất mạnh, đến mức thiết bị bị hỏng. Cơn bão sau đó gặp phải môi trường bất lợi ở phía đông bắc đảo Luzon và bắt đầu suy yếu. Đến ngày 26 tháng 2, Nancy đã suy yếu thành một cơn bão nhiệt đới và ngay sau đó chuyển thành một xoáy thuận ngoại nhiệt đới rồi trôi dạt ra biển khơi. Đến ngày 28, tàn dư còn lại của Nancy chỉ còn là một rãnh áp thấp. 

Nancy đã gây thiệt hại nghiêm trọng cho Philippines và các đảo lân cận. Đặc biệt bị ảnh hưởng nặng nề là các đảo Catanduanes và Samar. Thiệt hại được ước tính gần một triệu đô la, với khoảng 5.000 hộ gia đình rơi vào cảnh không nhà. Trên đảo Yap, triều cường mạnh do bão gây ra đã gây thiệt hại khoảng 160.000 đô la, may mắn là không có ai thiệt mạng. Một con tàu Mỹ có tải trọng 6.065 tấn, tên là Antinous, đã gặp phải sức mạnh dữ dội nhất của cơn bão ngay trước nửa đêm ngày 24 tháng 2. Nhật ký hành trình của tàu ghi nhận sóng biển cao trên 40 feet (hơn 12 mét), gió mạnh trên 100 hải lý/giờ, áp suất trung tâm đạt 953 millibar. Ba bồn chứa butan lớn của tàu ở boong chính đã bị cuốn trôi trong cơn bão, cùng với một phần lan can bảo vệ (bulwark) của tàu.

### Bão Olga (Deling)
Vào giữa tháng 6, một sự thay đổi trong dòng tia (jet stream) trên một vùng rộng lớn của Thái Bình Dương đã làm tăng tần suất các sóng nhiệt đới; trong đó có một sóng trở thành tiền thân của bão Olga. Sóng này được phát hiện lần đầu tiên gần quần đảo Marshall, đặc biệt là ở đảo Majuro vào ngày 24 tháng 6. Khi di chuyển về phía tây, các vệ tinh thời tiết cho thấy sóng này bắt đầu tổ chức với đối lưu mạnh và các dải mây xoáy khi nó tiến gần đến quần đảo Caroline trung tâm. Do vị trí gần với một vùng áp cao ở phía bắc, gió đông mạnh đã đẩy hệ thống di chuyển nhanh hơn về phía tây. Tốc độ di chuyển nhanh đã cản trở sự hình thành hoàn chỉnh của một hoàn lưu cho đến khi nó ở phía nam đảo Guam vào sáng ngày 29 tháng 6. Cùng ngày, một máy bay trinh sát phát hiện trung tâm hoàn lưu khép kín và gió mạnh cấp gió giật, khiến JTWC nâng cấp hệ thống này lên thành bão nhiệt đới và đặt tên là Olga. Khi Olga tiến vào Biển Philippines, rìa áp cao từng giữ nó ở phía nam bắt đầu suy yếu, cho phép bão di chuyển theo hướng tây bắc. Trong môi trường ngày càng thuận lợi, bão Olga giảm tốc độ và mạnh lên thành một cơn siêu bão vào cuối ngày 29 tháng 6. Quá trình tăng cường nhanh chóng đã diễn ra, và đến ngày 1 tháng 7, bão đạt cường độ cực đại với áp suất trung tâm 904 hPa (26,7 inHg) và sức gió 160 mph (260 km/h). Sự sụt giảm áp suất 62 hPa chỉ trong một ngày (30 tháng 6 đến 1 tháng 7) đã tạo ra một trường gió cực mạnh bao quanh con mắt bão nhỏ. Bão sau đó đi theo một khoảng hở trong rìa áp cao và bắt đầu di chuyển về phía bắc trong khi dần suy yếu. Khi Olga đi qua phía đông đảo Đài Loan, một sóng ngắn từ lục địa Trung Quốc đã khiến bão lệch hướng về phía đông. Một vùng áp thấp hình thành sau sóng ngắn này bắt đầu ảnh hưởng đến Olga, góp phần làm bão suy yếu thêm. Không khí khô sau đó xâm nhập vào hoàn lưu, làm giảm đối lưu tổng thể của hệ thống. Vào ngày 5 tháng 7, Olga đổ bộ khu vực Kansai của Nhật Bản, phía nam thành phố Osaka, với cường độ bão nhiệt đới. Hệ thống tiếp tục di chuyển vào Biển Nhật Bản và hợp nhất với một khối không khí lạnh. Vùng thấp còn lại di chuyển qua Hàn Quốc trước khi hoàn toàn tan rã vào ngày 7 tháng 7.

Olga là một cơn bão rất mạnh, gây thiệt hại ước tính 10 triệu đô la Mỹ chỉ riêng tại Nhật Bản. Khi bão đi qua quần đảo Ryukyu vào ngày 4 tháng 7, gió được ghi nhận lên tới 130 mph (205 km/h). Mưa lớn xảy ra trên khắp Nhật Bản, với lượng mưa lên đến 14 inch (khoảng 356 mm) ở một số khu vực, gây ra sạt lở đất và lũ lụt nghiêm trọng, khiến 20 người thiệt mạng. Tại Hàn Quốc, 29 người thiệt mạng do mưa lớn liên quan đến tàn dư của bão Olga.

### Bão nhiệt đới dữ dội Pamela (Klaring)
Hình thành vào ngày 28 tháng 6, Pamela di chuyển chậm về phía Philippines và đổ bộ vào cuối ngày 30 tháng 6. Cơn bão nhiệt đới này mang theo mưa và gió đến Philippines, tuy nhiên không có thiệt hại nghiêm trọng nào được ghi nhận. Sau khi đổ bộ, Pamela suy yếu nhanh chóng, trở thành một vùng thấp tàn dư và tan rã trên Biển Đông vào ngày 1 tháng 7, đúng vào thời điểm siêu bão cấp 5 Olga đạt cường độ cực đại.

### Bão nhiệt đới dữ dội Ruby (Emang)
Bão nhiệt đới Ruby hình thành từ một vùng nhiễu động ở phía đông Philippines. Cơn bão di chuyển chậm về hướng tây nam và trở thành bão nhiệt đới vào ngày 12. Ruby đi qua phía bắc đảo Luzon trước khi đổ bộ vào Trung Quốc vào ngày 15. Cơn bão chuyển thành xoáy thuận ngoại nhiệt đới khi đi vào lãnh thổ Trung Quốc, sau đó di chuyển về phía tây bắc, đi qua đảo Hokkaido của Nhật Bản trước khi tan rã trên quần đảo Aleutian.

### Bão nhiệt đới Sally
Bão nhiệt đới Sally là một xoáy thuận nhiệt đới hình thành trên Tây Thái Bình Dương trong mùa bão năm 1970. Cơn bão phát triển từ một vùng nhiễu động nhiệt đới vào ngày 19 tháng 7 và dần dần mạnh lên thành bão nhiệt đới. Sally trở thành bão nhiệt đới vào ngày 21, sau đó chuyển thành xoáy thuận ngoại nhiệt đới vào ngày 22. Sally di chuyển chủ yếu theo hướng tây, luôn ở trên biển trong suốt quá trình tồn tại. Cơn bão đạt cường độ tối đa với sức gió duy trì ở mức 75 km/h (45 mph). Sau đó, Sally suy yếu và tan rã vào ngày 23 tháng 7. Do đường đi cách xa bờ, bão nhiệt đới Sally không gây ra ảnh hưởng đáng kể nào trên đất liền, chủ yếu chỉ ảnh hưởng đến vùng biển mở, tạo ra sóng lớn và gió mạnh trong khu vực quanh đường đi của nó.

### Áp thấp nhiệt đới 07W (Gading)
Áp thấp nhiệt đới 07W, còn được biết đến ở Philippines với tên gọi Gading, là một xoáy thuận nhiệt đới hình thành trên Tây Thái Bình Dương trong mùa bão năm 1970. Hệ thống này bắt nguồn từ một áp thấp nhiệt đới phát triển vào ngày 25 tháng 7. Áp thấp dần tổ chức và mạnh lên, đạt cường độ áp thấp nhiệt đới. 07W di chuyển chủ yếu theo hướng tây, đi qua vùng trách nhiệm của Philippines (PAR), gây mưa tại Đài Loan và đổ bộ vào miền đông Trung Quốc. Áp thấp duy trì cường độ trong một thời gian ngắn trước khi suy yếu và tan rã vào ngày 2 tháng 8. Do cường độ tương đối yếu và đường đi cách xa bờ, áp thấp nhiệt đới 07W (Gading) không gây ra ảnh hưởng đáng kể nào trên đất liền, tuy nhiên vẫn mang lại mưa. Cơn áp thấp chủ yếu ảnh hưởng đến vùng biển mở, tạo ra sóng lớn và gió giật mạnh quanh khu vực đường đi của nó.

### Bão nhiệt đới Therese
Bão nhiệt đới Therese cũng hoạt động xa bờ trong suốt vòng đời của nó. Cơn bão hình thành từ một vùng nhiễu động vào ngày 30, sau đó đổi hướng về phía tây bắc và mạnh lên thành bão nhiệt đới. Sau đó, Therese trải qua quá trình chuyển đổi thành xoáy thuận ngoại nhiệt đới và tan rã trên biển Bering.

### Bão nhiệt đới Violet (Heling)
Bão nhiệt đới Violet hình thành ở phía đông Philippines, sau đó di chuyển về phía tây và mạnh lên thành bão nhiệt đới trước khi đổ bộ vào đảo Luzon. Violet tiếp tục đi qua Biển Đông rồi đổ bộ vào Trung Quốc khi còn là một cơn bão nhiệt đới yếu. Cơn bão tan rã nhanh chóng khi đi sâu vào lãnh thổ Trung Quốc.

### Bão Wilda (Iliang)
Một rãnh áp thấp rộng đã phát triển thành bão nhiệt đới Wilda vào ngày 9 tháng 8. Sau khi trôi dạt về phía tây nam, Wilda chuyển hướng đi lên phía bắc và đạt đỉnh sức gió 120 mph (khoảng 193 km/h) vào ngày 12 gần Okinawa. Wilda tiếp tục di chuyển về phía bắc và suy yếu nhẹ xuống còn một cơn bão cấp khoảng 105 mph (169 km/h) trước khi đổ bộ vào phía tây đảo Kyūshū vào ngày 14. Wilda tăng tốc về phía đông bắc và trở thành xoáy thuận ngoại nhiệt đới vào ngày 15. Cơn bão đã gây mưa lớn và khiến 11 người thiệt mạng.

### Bão Anita
Một vùng áp thấp tầng cao đã góp phần hình thành Áp thấp nhiệt đới 11W vào ngày 16 tháng 8 trên khu vực quần đảo Bắc Mariana. Hệ thống nhanh chóng mạnh lên và trở thành bão vào đêm cùng ngày. Tốc độ tăng cường của bão Anita lúc đầu chậm lại, nhưng khi tiếp tục di chuyển về phía tây bắc vào cuối ngày 18 và 19, Anita đã tăng cường nhanh chóng thành siêu bão với sức gió lên đến 155 mph (khoảng 250 km/h). Bão suy yếu khi tăng tốc về hướng bắc - tây bắc và đổ bộ vào phía tây đảo Shikoku, Nhật Bản, vào ngày 21 với cường độ bão cấp 115 mph (185 km/h). Anita chuyển thành xoáy thuận ngoại nhiệt đới vào ngày 22, gây ra 23 người chết và làm chìm 31 tàu thuyền.

### Bão Billie (Loleng)
Bão typhoon Billie hình thành trên Biển Philippines dưới dạng một áp thấp yếu. Cơn bão tăng cường khi di chuyển về phía bắc, trở thành bão nhiệt đới vào ngày 23, sau đó mạnh lên thành bão (typhoon) vào ngày 25, và đạt cường độ cực đại với sức gió 110 hải lý/giờ (khoảng 204 km/h) và áp suất trung tâm 945 millibar khi đi qua quần đảo Ryukyu vào ngày 27. Cơn bão chỉ quét qua phía Nam Hàn Quốc với cường độ tương đương bão cấp 1 vào ngày 29 trước khi đổ bộ vào Bắc Triều Tiên vào ngày 30. Phần tàn dư của bão Billie tan rã ngay sau đó trên khu vực biên giới Trung-Xô (Sino-Soviet).

### Bão Clara
Bão nhiệt đới Clara phát triển vào ngày 26 tháng 8 ở phía đông nam Nhật Bản từ một xoáy tầng cao tách ra từ rãnh áp thấp giữa Thái Bình Dương. Cơn bão nhanh chóng mạnh lên và trở thành bão (typhoon) vào ngày 27 tại vĩ độ 31.9º Bắc, là một trong số chỉ 16 cơn bão Tây Thái Bình Dương từng đạt cường độ như vậy ở phía bắc vĩ độ 30ºN. Clara đạt đỉnh với sức gió 95 mph (khoảng 153 km/h) trước khi đến gần Nhật Bản, khi một rãnh sóng ngắn khiến nó chuyển hướng gấp về phía đông. Cơn bão duy trì cường độ cho đến khi chuyển thành xoáy thuận ngoại nhiệt đới vào ngày 3 tháng 9. Một điều thú vị về Clara là một chuyến bay trinh sát đã bay qua cả bão Dot ở trung tâm Thái Bình Dương và bão Clara trong cùng một chuyến bay, đây là một thành tựu hiếm thấy và không thường xảy ra.

### Bão nhiệt đới dữ dội Fran (Norming)
Bão nhiệt đới Fran hình thành ở phía đông Philippines vào ngày 3, sau đó di chuyển theo một hướng khá bất thường khi đi xa bờ biển trước khi quay trở lại gần bờ. Cơn bão đi qua phía bắc đảo Đài Loan vào ngày 6, rồi đổ bộ vào Trung Quốc vào ngày 7. Phần tàn dư của Fran lưu lại trên đất liền Trung Quốc trong vài ngày trước khi tan rã hoàn toàn.

### Bão nhiệt đới Ellen (Oyang)
Bão nhiệt đới Ellen hình thành ở phía đông Philippines và di chuyển theo hướng tây bắc, trở thành bão nhiệt đới khi còn ở phía nam đảo Nhật Bản. Cơn bão đi qua quần đảo Ryukyu phía nam trước khi tan rã.

### Bão Georgia (Pitang)
Bão Georgia bắt nguồn từ một sóng nhiệt đới vào ngày 7 tháng 9 và trở thành bão nhiệt đới Georgia vào ngày 8. Khi di chuyển trên vùng nước ấm hơn, Georgia đạt cấp bão (typhoon) vào cuối ngày 8 và lên đến cấp siêu bão (super typhoon) vào ngày 10, hình thành mắt bão rõ rệt. Georgia tiếp tục mạnh lên và đạt đỉnh với sức gió 160 mph (khoảng 257 km/h), tương đương bão cấp 5, ngay khi đổ bộ vào đảo Luzon. Trong suốt hành trình qua Philippines, Georgia không gây mưa lớn, nhưng sức gió mạnh đã khiến 95 người thiệt mạng (trong đó có 80 người mất tích) và gây thiệt hại ước tính khoảng 1,4 triệu USD (theo giá trị năm 1970). Bão suy yếu đáng kể khi đi qua Philippines và tiến vào Biển Đông vào ngày 12 với cường độ bão cấp 1. Một rãnh áp thấp đã làm thay đổi hướng di chuyển của Georgia về phía bắc vào ngày 13, và cơn bão đổ bộ lần cuối cùng vào Trung Quốc, suy yếu thành vùng thấp tàn dư vào ngày 14 và tan rã hoàn toàn vào ngày 16.

### Bão Hope
Cơn bão mạnh nhất trong mùa là Hope, một siêu bão cấp 5 rất mạnh với áp suất trung tâm xuống thấp tới 895 mbar. Hope không ảnh hưởng đến đất liền và hoạt động hoàn toàn trên biển khơi. Cơn bão hình thành vào ngày 19 tháng 9 và tan rã vào ngày 30 tháng 9.

### Bão Iris
Iris là cơn bão đầu tiên phát triển trên Biển Đông vào tháng 10 kể từ năm 1957. Iris hình thành vào ngày 2 do một đường cắt gió (shear line). Cơn bão mạnh lên trong khi di chuyển chậm về phía bắc, đạt cường độ tối đa vào buổi chiều ngày 6 khi cách Hong Kong khoảng 140 dặm về phía nam. Sau đó, các điều kiện xung quanh hệ thống trở nên bất lợi nhanh chóng, khiến bão suy yếu nhanh và cuối cùng tan rã vào ngày 9.

### Bão Joan (Sening)
Một vùng nhiễu động nhiệt đới đã phát triển thành bão nhiệt đới Joan vào ngày 10 tháng 10, ở phía đông Philippines. Điều kiện thuận lợi giúp Joan mạnh lên nhanh chóng và trở thành bão vào ngày 11. Từ cuối ngày 11 đến đầu ngày 13, bão Joan tăng cường nhanh chóng thành siêu bão với sức gió lên đến 175 mph (khoảng 280 km/h). Cơn bão đổ bộ vào đông nam đảo Luzon với cường độ này vào ngày 13 và đi xuyên qua quần đảo. Sau khi suy yếu thành bão cấp nhẹ, Joan đổi hướng về phía tây bắc và tái tăng cường thành bão với sức gió 115 mph (185 km/h). Joan đổ bộ vào phía đông đảo Hải Nam vào ngày 16 và tan rã vào ngày 18 khi đi sâu vào Trung Quốc. Cơn bão đã gây ra 768 người chết (với 193 người mất tích) và thiệt hại khoảng 74 triệu USD (giá trị năm 1970), chủ yếu là thiệt hại về nông nghiệp.

### Bão Kate (Titang)
Bão nhiệt đới Kate hình thành ngay phía sau bão Joan, ở phía đông nam Philippines vào ngày 14 tháng 10. Cơn bão di chuyển về phía tây như một cơn xoáy nhỏ và mạnh lên thành bão (typhoon) vào ngày 15. Kate đổ bộ hai lần, một lần ở Philippines và một lần ở Việt Nam, gây ra ít nhất 631 người chết (trong đó có 284 người mất tích) và thiệt hại khoảng 50 triệu USD.

### Bão Louise (Uding)
Bão Louise (được JTWC phân loại là bão nhiệt đới) hình thành từ một vùng nhiễu động phía đông Philippines. Vùng nhiễu động này di chuyển qua Philippines trước khi mạnh lên thành bão nhiệt đới trên Biển Đông. Cơn bão đổ bộ vào Nam Việt Nam và tan rã trên vịnh Thái Lan.

### Bão nhiệt đới dữ dội Marge (Wening)
Bão nhiệt đới Marge có quỹ đạo tương tự như bão Louise. Cơn bão hình thành trên Thái Bình Dương, trở thành áp thấp nhiệt đới phía nam đảo Guam. Sau 3 ngày, nó mạnh lên thành bão nhiệt đới, rồi đi qua phía nam đảo Luzon trước khi tan rã trên Biển Đông, gần bờ biển Việt Nam.

### Bão nhiệt đới Nora
Bão nhiệt đới Nora hình thành ở phía nam Việt Nam và bắt đầu mạnh lên, trở thành bão nhiệt đới vào ngày hôm sau. Hệ thống đi qua phía nam mũi Cà Mau khi còn là bão nhiệt đới trước khi suy yếu và tan rã trên vịnh Thái Lan. Phần tàn dư của bão Nora sau đó đã đi qua bán đảo Mã Lai vào ngày 5, góp phần vào sự hình thành cơn bão Bhola năm 1970 vào ngày 8, cơn bão đã tàn phá Đông Pakistan (nay là Bangladesh).

### Bão nhiệt đới dữ dội Opal
Bão nhiệt đới Opal hình thành từ một vùng nhiễu động trên biển phía đông Mindanao, sau đó đi qua Philippines trước khi trở thành áp thấp nhiệt đới trên Biển Đông. Cơn bão mạnh lên thành bão nhiệt đới khi chuyển hướng về phía tây nam trên Biển Đông, đi gần bờ Việt Nam, nhưng tan rã ở phía đông nam đồng bằng sông Cửu Long.

### Bão Patsy (Yoling)
Một vùng nhiễu động nhiệt đới đã phát triển thành Áp thấp nhiệt đới 27W vào ngày 14 tháng 11 gần quần đảo Marianas. Một dải áp cao mạnh ở phía bắc đã đẩy hệ thống di chuyển về phía tây, nơi nó mạnh lên thành bão nhiệt đới vào cuối ngày 14. Cơn bão Patsy tăng cường đều đặn, đạt cấp bão (typhoon) vào ngày 16 và đạt đỉnh với sức gió 155 mph (khoảng 250 km/h) vào ngày 18. Dòng không khí đi vào cơn bão bị gián đoạn do Philippines ở phía tây, và Patsy đổ bộ vào đảo Luzon vào ngày 19 với sức gió 130 mph (khoảng 210 km/h), trở thành cơn bão mạnh thứ 3 kể từ tháng 9 đổ bộ vào đảo này. Sau khi đi qua đảo Luzon, Patsy băng qua Biển Đông, nơi nước biển mát hơn đã giữ cơn bão ở mức bão nhiệt đới. Vào ngày 22 tháng 11, Patsy đổ bộ vào Việt Nam và tan rã ngay sau đó. Typhoon Patsy là một trong những cơn bão gây chết người nhiều nhất trong lịch sử Philippines với 611 người thiệt mạng (và 351 người mất tích) trên đảo, cùng với 135 người thiệt mạng trên biển do các vụ tai nạn tàu thuyền. Do chiến tranh Việt Nam đang diễn ra lúc đó, khó có thể xác định chính xác thiệt hại và số người chết tại Việt Nam, nhưng ước tính khoảng 30 người đã thiệt mạng tại đây.

### Bão nhiệt đới Ruth (Aning)
Bão nhiệt đới Ruth hình thành từ một vùng nhiễu động xa trên biển, sau đó di chuyển chậm về phía tây nhưng chỉ mạnh lên thành áp thấp nhiệt đới khi đã ở trên Biển Đông. Cơn bão từng trở thành bão nhiệt đới một thời gian ngắn ở phía nam đồng bằng sông Cửu Long, nhưng sau đó suy yếu thành áp thấp nhiệt đới trước khi đi qua ngay phía nam mũi Cà Mau. Phần tàn dư của Ruth tan rã ngay ngoài khơi bờ biển Thái Lan.

### Các xoáy thuận khác
Theo Cơ quan Khí tượng Nhật Bản, vào ngày 2 tháng 9, Bão nhiệt đới Dot đã vượt qua Đường đổi ngày quốc tế từ Trung Thái Bình Dương vào khu vực chịu trách nhiệm của nó trong thời gian ngắn, sau đó quay trở lại vào cuối ngày hôm đó

## Tên Bão

### Tên quốc tế
Trong năm 1970, bão nhiệt đới trên Tây Bắc Thái Bình Dương được đặt tên bởi Trung tâm Cảnh báo Bão Liên hợp (JTWC). Cơn bão đầu tiên được đặt tên là Nancy và cơn bão cuối cùng được đặt tên là Ruth.
| - Agnes - Bonnie - Carmen - Della - Elaine - Faye - Gloria - Hester - Irma - Judy - Kit - Lola - Mamie - Nina - Ora - Phyllis - Rita - Susan - Tess - Viola - Winnie | - Alice - Betty - Cora - Doris - Elsie - Flossie - Grace - Helen - Ida - June - Kathy - Lorna - Marie - Nancy 1W - Olga 2W - Pamela 3W - Ruby 4W - Sally 5W - Therese 8W - Violet 9W - Wilda 10W | - Anita 11W - Billie 12W - Clara 13W - Dot 14C - Ellen 15W - Fran 16W - Georgia 17W - Hope 18W - Iris 19W - Joan 21W - Kate 22W - Louise 23W - Marge 24W - Nora 25W - Opal 26W - Patsy 27W - Ruth 28W - Sarah - Thelma - Vera - Wanda | - Amy - Babe - Carla - Dinah - Emma - Freda - Gilda - Harriet - Ivy - Jean - Kim - Lucy - Mary - Nadine - Olive - Polly - Rose - Shirley - Trix - Virginia - Wendy |

### Philippines
Cục quản lý Thiên văn, Địa vật lý và Khí quyển Philippines sử dụng một danh sách tên riêng cho các xoáy thuận nhiệt đới hình thành hoặc đi vào khu vực họ chịu trách nhiệm. Danh sách này lặp lại với chu kỳ 4 năm.
| Atang    | Bising                | Klaring               | Deling               | Emang                  |
| Gading   | Heling                | Iliang                | Loleng               | Miding                 |
| Norming  | Oyang                 | Pitang                | Ruping               | Sening                 |
| Titang   | Uding                 | Wening                | Yoling               |                        |
| Dự Phòng |                       |                       |                      |                        |
|          |                       |                       |                      | Aning                  |
| Bidang   | Kading (chưa sử dụng) | Delang (chưa sử dụng) | Esang (chưa sử dụng) | Garding (chưa sử dụng) |